# Gryllotalpa fusca
Gryllotalpa fusca är en insektsart som beskrevs av Lucien Chopard 1930. Gryllotalpa fusca ingår i släktet Gryllotalpa och familjen mullvadssyrsor. Inga underarter finns listade i Catalogue of Life.